# 吳伯通
吳伯通（1441年—1502年），字原明，号石谷，四川順慶府廣安州浓溪镇人，民籍，治《易經》，四月初三日生，行二，家宅在廣安州青蓮庵以南六十里的地方。

## 生平
由州學增廣生中式四川鄉試第三名舉人，年二十四歲中式天順八年（1464年）甲申科會試第十五名，第三甲第八十九名進士。授官大理寺右评事。成化十一年（1475年）升任河南按察使司佥事，在河南兴建书院四所。成化十九年（1483年），父丧丁忧去职。后起为浙江提學副使，转云南按察使。弘治十一年（1498年），转贵州按察使。同年冬辞官回乡。弘治十五年（1502年）三月病卒，墓在廣安州東北。其留存在世有吳伯通達意稿三十四卷及著作《嘉禾瑞麥詩》
- 大理寺署右寺副
- 成化十一年正月，陞河南按察司僉事吳僉事
- 成化十四年三月，提調學校
- 弘治二年十一月，浙江按察司副使，提調學校
- 弘治九年四月，陞雲南按察使
- 成化十四年三月，提調學校
- 弘治十年二月，六科言其才力不及，例應調用，而十三道言其老懦無為，例應致仕，調貴州按察使
- 弘治十二年正月，罷歸

## 家族
曾祖吳海；祖吳友能；父吳輔；母辛氏。具慶下，妻歐氏。兄吴伯良，弟吴伯淳，举人。